# Picrospora araea
Picrospora araea är en fjärilsart som beskrevs av Edward Meyrick 1912. Picrospora araea ingår i släktet Picrospora och familjen säckspinnare. Inga underarter finns listade i Catalogue of Life.